# Mur-de-Barrez (tổng)
Tổng Mur-de-Barrez là một tổng thuộc tỉnh Aveyron thuộc vùng Occitanie của Pháp.
Tổng này được tổ chức xung quanh Mur-de-Barrez ở quận Rodez. Độ cao khu vực này dao động từ 300 m (Lacroix-Barrez) đến 1 023 m (Thérondels) với độ cao trung bình 765 m.

## Các đơn vị trực thuộc
Tổng Mur-de-Barrez gồm 6 xã với dân số 3 345 người (điều tra dân số năm 1999, dân số không tính trùng)
| Xã             | Dân số | Mã bưu chính | Mã insee |
| -------------- | ------ | ------------ | -------- |
| Brommat        | 781    | 12600        | 12036    |
| Lacroix-Barrez | 550    | 12600        | 12118    |
| Mur-de-Barrez  | 880    | 12600        | 12164    |
| Murols         | 130    | 12600        | 12166    |
| Taussac        | 526    | 12600        | 12277    |
| Thérondels     | 478    | 12600        | 12280    |

## Biến động dân số
| 1962                                                     | 1968  | 1975  | 1982  | 1990  | 1999  |
| -------------------------------------------------------- | ----- | ----- | ----- | ----- | ----- |
| 4 257                                                    | 4 508 | 4 252 | 4 150 | 3 768 | 3 345 |
| Nombre retenu à partir de 1962 : dân số không tính trùng |       |       |       |       |       |